# Kossi Agassa
Kossi Agassa, né le 2 juillet 1978 à Lomé, est un footballeur franco-togolais. Il évoluait au poste de gardien de but⁣ ; principalement au Stade de Reims, puis a entraîné les gardiens de la sélection togolaise et entraîne désormais les gardiens de l'étoile filante de Lomé.

## Biographie
Il commence sa carrière au club de l'Étoile Filante de Lomé et y reste jusqu'en 2001, année où il rejoint l'Africa Sport d'Abidjan en première division ivoirienne.
L'année suivante, il est recruté par le FC Metz qui évolue alors en deuxième division avant de monter en élite un an après. Il joue son premier match de L1 le 2 août 2003 contre l'AC Ajaccio. Il reste encore trois années au club messin, mais n'est qu'un second choix.
Il décide alors, en 2006, de tenter sa chance en Espagne à Alicante mais n'y trouve pas le temps de jeu espéré, et retourne en France.
C'est au Stade de Reims que Kossi Agassa se relance en 2008, bien que non titulaire, il profite de la blessure et des mauvaises performances de Johan Liébus. Au bout de deux ans, il a accumulé une trentaine de matchs. Le Stade de Reims descend en National, il tente un prêt au FC Istres où il restera une année.
Il gagne sa place de titulaire à Reims au cours de la saison 2010/2011, en réalisant des matchs de haut niveau, en particulier contre le Stade rennais en Coupe de France, où il sort deux pénaltys. Le 11 mai 2012, le Stade de Reims s'impose sur la pelouse d'Amiens et valide son ticket pour la Ligue 1 notamment grâce à une saison exceptionnelle du portier togolais. Il est nommé parmi les quatre meilleurs gardiens de ligue 2 pour les trophées UNFP mais c'est finalement le joueur de Bastia, Macedo Magno Novaes, qui est récompensé.
En 2013, il remporte le Togo Awards du meilleur joueur togolais évoluant à l’étranger.
Il obtient la nationalité française en 2015.
En 2016, après sept ans passés au Stade de Reims, il se concentre sur la sélection du Togo avec qui il joue la CAN 2017 puis il devient entraîneur des gardiens du pays. Depuis décembre 2021, il est entraîneur des gardiens de l'étoile filante de Lomé.

## Statistique
| Saison                | Club                  | Championnat           | Championnat | Championnat | Coupe nationale | Coupe nationale | Coupe de la Ligue | Coupe de la Ligue | Compétition(s) continentale(s) | Compétition(s) continentale(s) | Compétition(s) continentale(s) | Togo | Togo | Total | Total |
| Saison                | Club                  | Division              | M.          | B.          | M.              | B.              | M.                | B.                | Comp.                          | M.                             | B.                             | M.   | B.   | M.    | B.    |
| 2002-2003             | FC Metz               | Ligue 2               | 18          | 0           | 1               | 0               | -                 | -                 | -                              | -                              | -                              | -    | -    | 19    | 0     |
| 2003-2004             | FC Metz               | Ligue 1               | 11          | 0           | -               | -               | -                 | -                 | -                              | -                              | -                              | 3    | 0    | 14    | 0     |
| 2004-2005             | FC Metz               | Ligue 1               | 1           | 0           | -               | -               | -                 | -                 | -                              | -                              | -                              | 6    | 0    | 7     | 0     |
| 2005-2006             | FC Metz               | Ligue 1               | 1           | 0           | 1               | 0               | -                 | -                 | -                              | -                              | -                              | 11   | 0    | 13    | 0     |
| Sous-total            | Sous-total            | Sous-total            | 31          | 0           | 2               | 0               | -                 | -                 | -                              | -                              | -                              | 20   | 0    | 53    | 0     |
| 2006-2007             | Hercules Alicante     | Segunda División      | 8           | 0           | -               | -               | -                 | -                 | -                              | -                              | -                              | 4    | 0    | 12    | 0     |
| 2007-2008             | Hercules Alicante     | Segunda División      | 0           | 0           | -               | -               | -                 | -                 | -                              | -                              | -                              | -    | -    | 0     | 0     |
| Sous-total            | Sous-total            | Sous-total            | 8           | 0           | -               | -               | -                 | -                 | -                              | -                              | -                              | 4    | 0    | 12    | 0     |
| 2007-2008             | Stade de Reims        | Ligue 2               | 14          | 0           | -               | -               | -                 | -                 | -                              | -                              | -                              | -    | -    | 14    | 0     |
| 2008-2009             | Stade de Reims        | Ligue 2               | 15          | 0           | -               | -               | -                 | -                 | -                              | -                              | -                              | 4    | 0    | 19    | 0     |
| Sous-total            | Sous-total            | Sous-total            | 29          | 0           | -               | -               | -                 | -                 | -                              | -                              | -                              | 4    | 0    | 33    | 0     |
| 2009-2010             | FC Istres (prêt)      | Ligue 2               | 19          | 0           | 2               | 0               | -                 | -                 | -                              | -                              | -                              | 2    | 0    | 23    | 0     |
| Sous-total            | Sous-total            | Sous-total            | 19          | 0           | 2               | 0               | -                 | -                 | -                              | -                              | -                              | 2    | 0    | 23    | 0     |
| 2010-2011             | Stade de Reims        | Ligue 2               | 23          | 0           | 6               | 0               | -                 | -                 | -                              | -                              | -                              | 1    | 0    | 30    | 0     |
| 2011-2012             | Stade de Reims        | Ligue 2               | 35          | 0           | -               | -               | -                 | -                 | -                              | -                              | -                              | 1    | 0    | 36    | 0     |
| 2012-2013             | Stade de Reims        | Ligue 1               | 33          | 0           | 1               | 0               | -                 | -                 | -                              | -                              | -                              | 5    | 0    | 39    | 0     |
| 2013-2014             | Stade de Reims        | Ligue 1               | 34          | 0           | -               | -               | -                 | -                 | -                              | -                              | -                              | -    | -    | 34    | 0     |
| 2014-2015             | Stade de Reims        | Ligue 1               | 17          | 0           | 2               | 0               | 1                 | 0                 | -                              | -                              | -                              | 3    | 0    | 23    | 0     |
| 2015-2016             | Stade de Reims        | Ligue 1               | 11          | 0           | 1               | -               | 1                 | 0                 | -                              | -                              | -                              | -    | -    | 13    | 0     |
| Sous-total            | Sous-total            | Sous-total            | 153         | 0           | 10              | 0               | 2                 | 0                 | -                              | -                              | -                              | 10   | 0    | 175   | 0     |
| Total sur la carrière | Total sur la carrière | Total sur la carrière | 240         | 0           | 14              | 0               | 2                 | 0                 | -                              | -                              | -                              | 40   | 0    | 296   | 0     |

## Palmarès

### En club
Il est vice-champion de Ligue 2 en 2012 avec le Stade de Reims.

### Distinctions individuelles
Il est nommé aux trophées UNFP du meilleur gardien de ligue 2 en 2012. En 2013, il remporte le Togo Awards du meilleur joueur togolais évoluant à l’étranger.